# Beato de Liébana

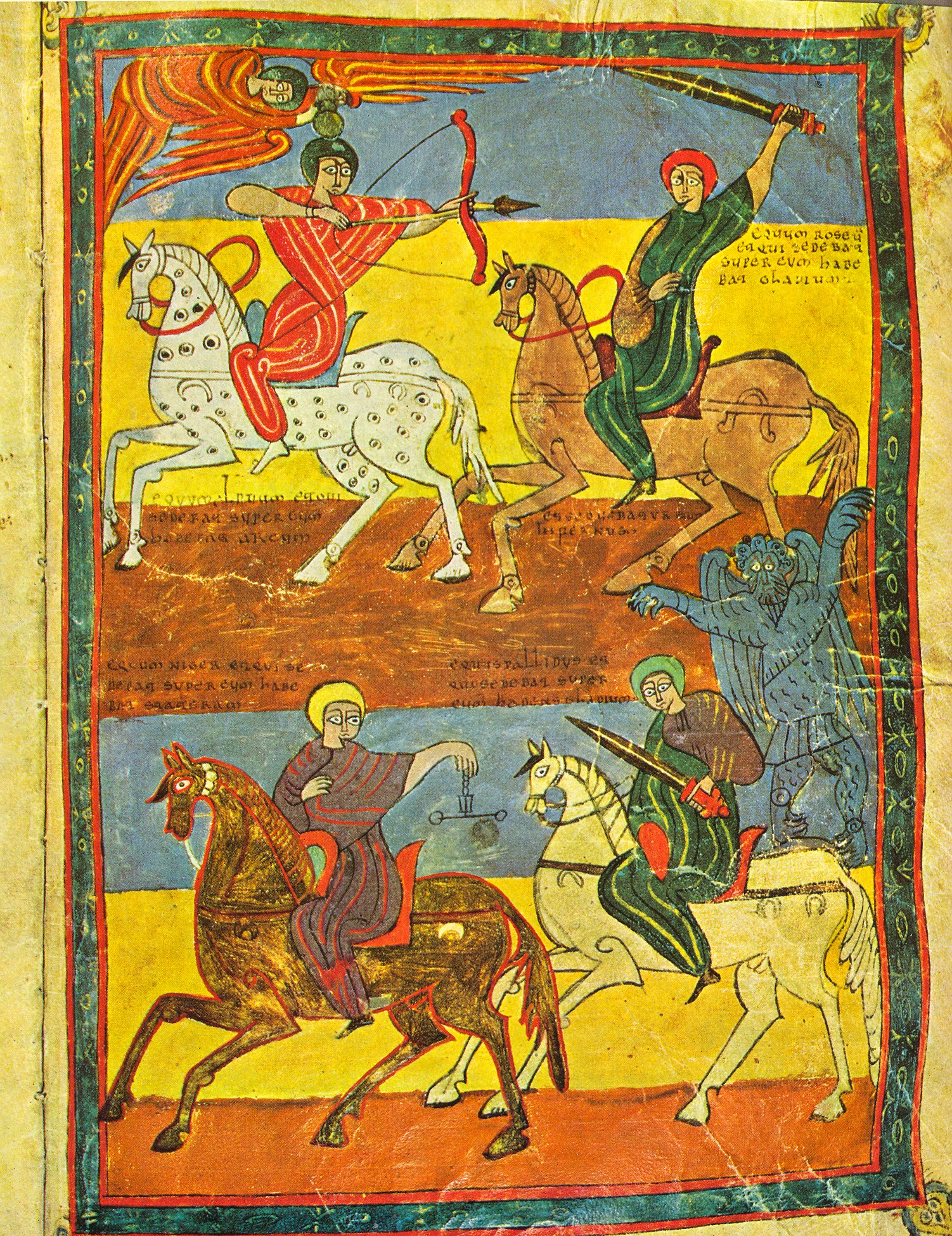
Os Quatro Cavaleiros do Apocalipse; Beato da Universidade de Valladolid, século X

Beato de Liébana, (m. 798), também referido como São Beato (como surge inscrito no calendário litúrgico de santos), católico, cuja festividade se celebra a 19 de Fevereiro, foi um monge do Mosteiro de São Martinho de Turieno (actual Mosteiro de São Turíbio de Liébana, na comarca de Liébana, nos Picos da Europa). A sua obra mais conhecida é o Comentário ao Apocalipse de São João (Commentarium in Apocalypsin), de grande difusão durante a Alta Idade Média, devido ao seu trabalho no campo da teologia, política e geografia.
Algumas fontes de fiabilidade duvidosa asseguram que Beato ter-se-ia retirado posteriormente para o Mosteiro de Valcavado em Palência, onde seria nomeado abade (segundo Alcuíno de Iorque), e onde finalmente encontraria a morte.

## Outras obras
De indubitável autoria do Beato encontramos "Apologeticum adversus Elipandum", uma obra de dois volumes, escrita juntamente com Etério de Osma, para enfrentarem a heresia adopcionista do arcebispo de Toledo, Elipando.
Por outro lado, discute-se a autoria do hino O Dei Verbum, formado por frases e conceitos tomados do Comentario para apimentar e promover o patronato de Santiago sobre a Espanha setentrional, na altura necessitada da ajuda divina. Poucos anos depois, seria descoberta o túmulo do apóstolo em Santiago de Compostela.
Outra obra atribuída a Beato sem certeza, conservada num manuscrito fragmentado do século X, em Santillana del Mar, é um Liber Homiliarum de uso litúrgico. São homilias que seguem as leituras da missa ou laudes matutinas, de acordo com o calendário moçárabe.

## OsBeatos

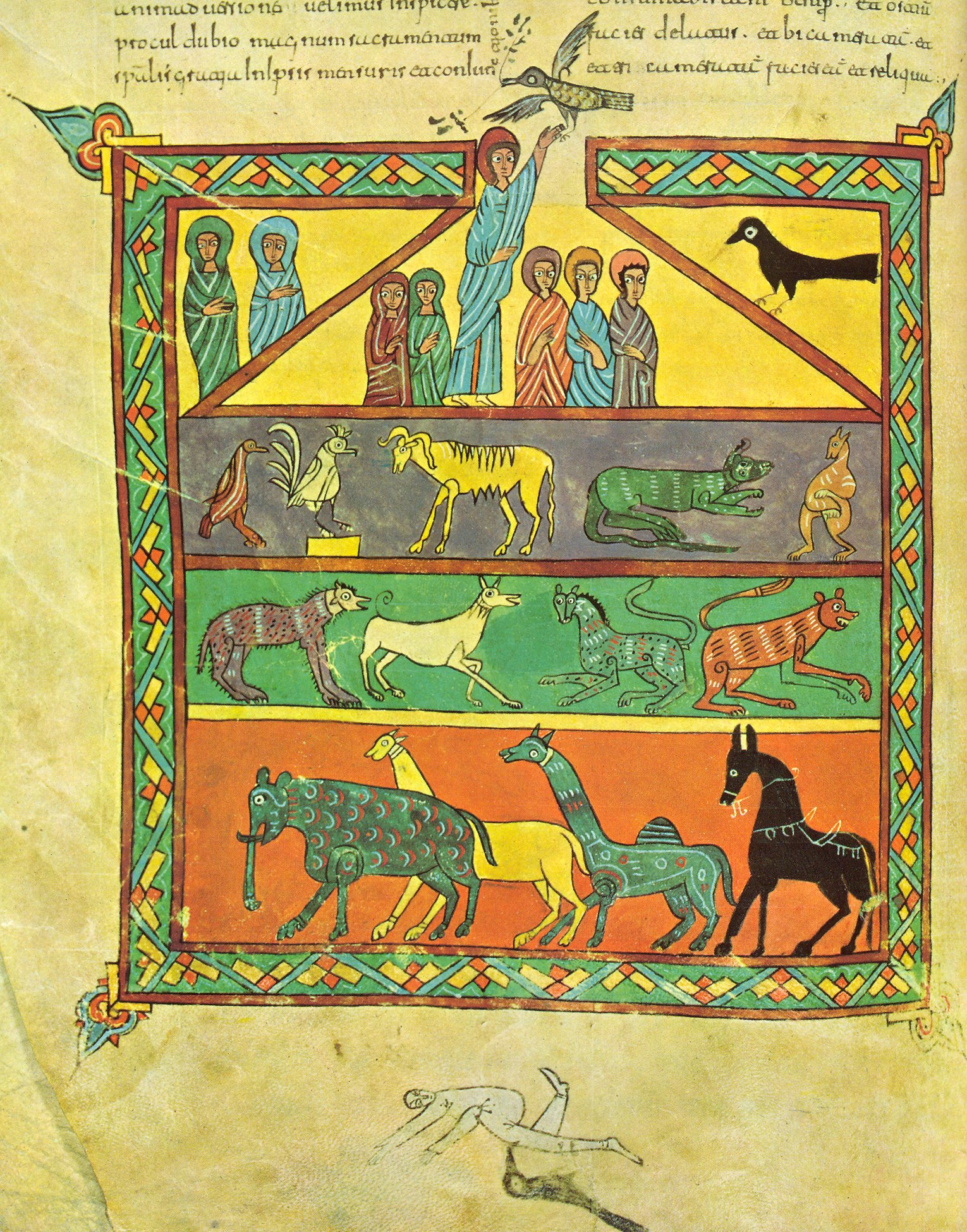
Beatus d'Urgell, f°82v El Arca de Noé

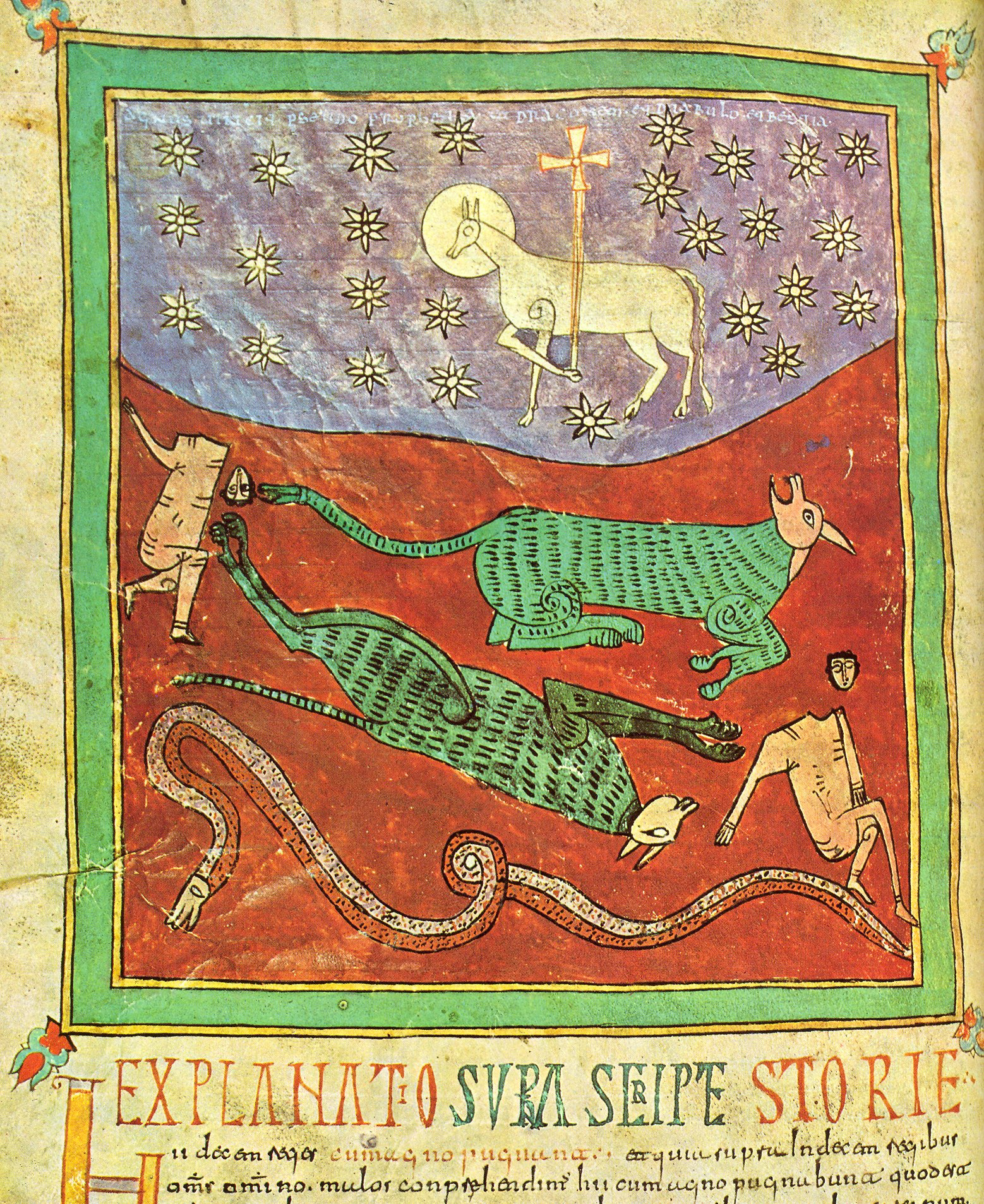
Beatus d'Urgell, f°184v O Cordeiro vencedor das Bestas e da Serpente

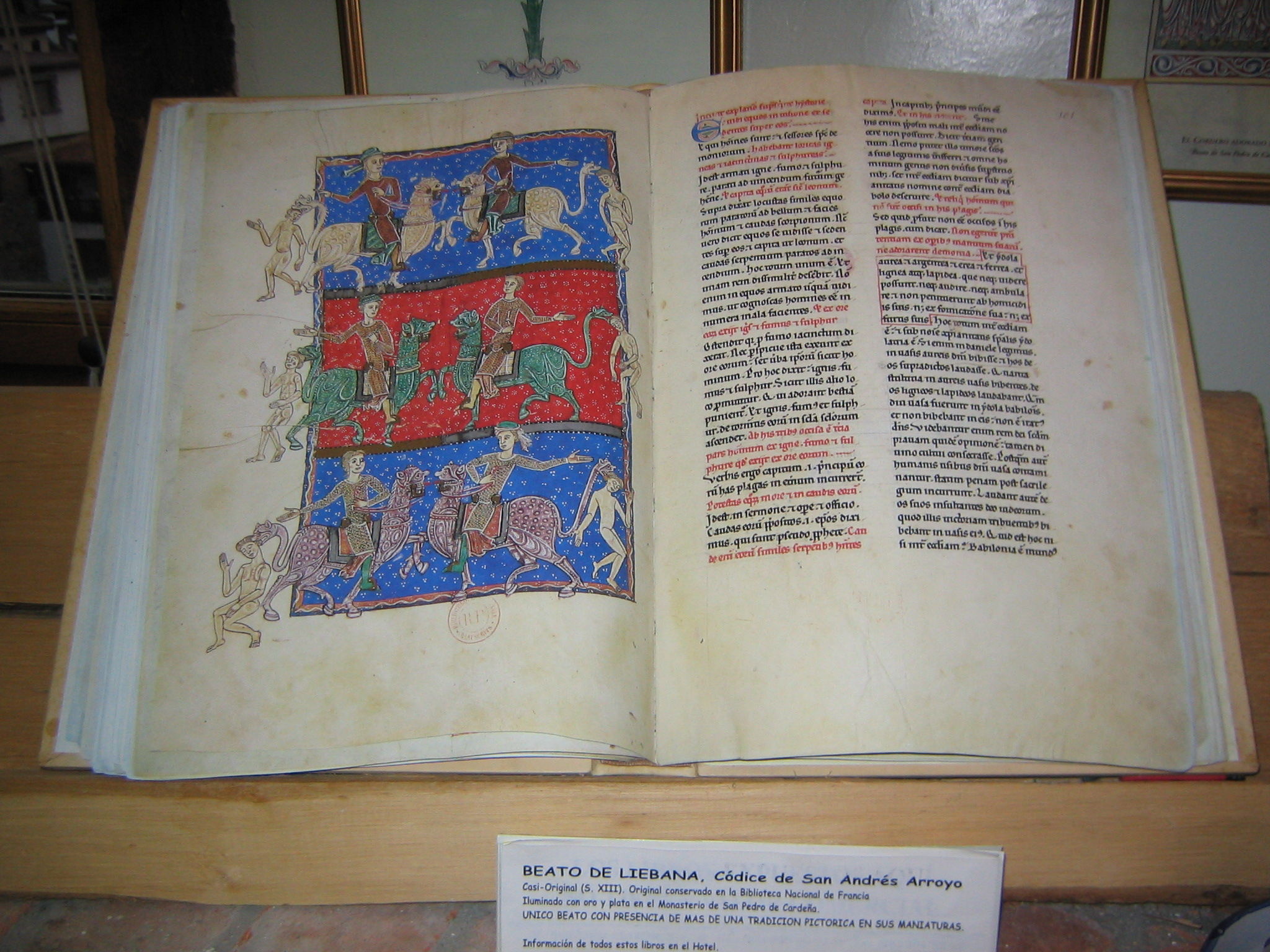
Beato de Liébana; Códice de San Andrés del Arroyo

Conhecem-se por Os Beatos aos manuscritos dos séculos X e XI, mais ou menos abundantemente ilustrados, onde copiam o Apocalipse de São João e os Comentários sobre este texto redigidos no século VIII por Beato de Liébana. Escreveu os "Comentários ao Apocalipse" de São João (Commentarium in Apocalypsin) em 776. Dez anos depois, em 786, redige a versão definitiva. Nesta versão pretende fazer frente à crise que atravessava a Igreja na altura, e tenta demonstrar que detém a traditio sobre a chegada e predicação do apóstolo Santiago em Espanha. Para isso baseia-se em certas passagens do livro Breviário dos Apóstolos.
Estes Comentários contêm também um dos mais antigos mapa-múndi do mundo cristão.
Também a partir deste mosteiro, o Beato terá participado na luta contra Elipando, bispo de Toledo, que defendia a teoria do adopcionismo. A esta luta uniu-se também o bispo Etério de Osma.

## OMapa-Múndide Beato de Liébana
Beato de Liébano é reconhecido internacionalmente pelos historiadores de geografia e cartografia. Considera-se que o seu trabalho influenciou de grande maneira este campo durante os séculos com o tipo de Mapa T e O.